# Eleocharis mendocina
Eleocharis mendocina là loài thực vật có hoa trong họ Cói. Loài này được Phil. mô tả khoa học đầu tiên năm 1873.